# Caan (Alemanha)
Caan é um município da Alemanha localizado no distrito de Westerwaldkreis, estado da Renânia-Palatinado.
Pertence ao Verbandsgemeinde de Ransbach-Baumbach.